# 千葉運転免許センター

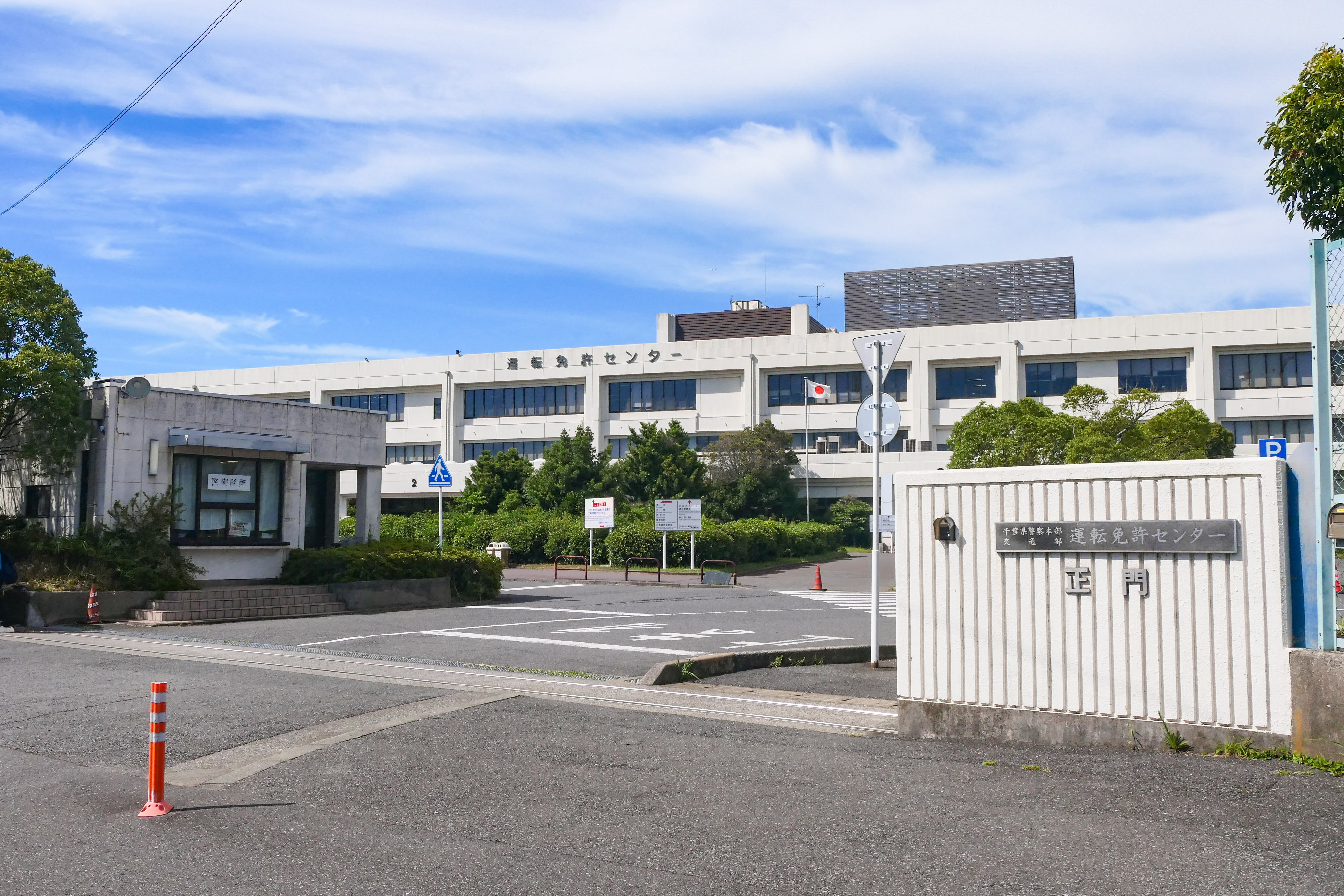
千葉運転免許センター

千葉運転免許センター（ちばうんてんめんきょセンター）は、千葉県警察本部交通部免許課の付置機関。運転免許本部が管理する運転免許試験場である。

## 概要
かつては、千葉市若葉区坂月町（現在の千葉県自動車練習所付近）にあったが、1985年（昭和60年）11月に現在地へ移転した。通称は、所在にちなみ「幕張」と呼ばれている。坂月町の時代には「坂月（さかつき）」と呼ばれていた。新規免許の交付のほかに 更新や失効の際の再発行などを行う。センター長は参事官級警視。
敷地内に献血施設「運転免許センター献血ルーム」がある。京葉線海浜幕張 - 幕張豊砂間の北側車窓から庁舎を望める。

## 業務
1. 運転免許試験に関すること
2. 再試験（再受験を受けない者の免許取消処分を除く）に関すること
3. 運転適性検査所の業務に関すること
4. 運転免許証の作成及び交付に関すること

## 所在地
千葉県千葉市美浜区浜田２丁目１番地

### 最寄り駅
- JR総武線（各駅停車） 幕張本郷駅
- 京成千葉線京成幕張本郷駅
両駅はほぼ同一地に所在 徒歩約25分
上記各駅から京成バスで10分、「運転免許センター」停留所下車（庁舎正面）[1]
- JR京葉線 海浜幕張駅 徒歩約15分
上記駅から京成バスで5分、「運転免許センター」停留所下車（庁舎正面）[1]

- JR京葉線 幕張豊砂駅 徒歩約20分[1]
直線距離では当駅が最寄りとなるが、京葉車両センターを大回りしなければならない[2]。